# Dasylophia bigeminata
Dasylophia bigeminata är en fjärilsart som beskrevs av Dyar 1926. Dasylophia bigeminata ingår i släktet Dasylophia och familjen tandspinnare. Inga underarter finns listade i Catalogue of Life.